# Raión de Horodenka
Horodenka (en ucraniano: Городенківський район) fue un raión o distrito de Ucrania en el óblast de Ivano-Frankivsk. En la reforma territorial de 2020, su territorio fue incluido en el raión de Kolomyya.
Comprendía una superficie de 747 km².
La capital era la ciudad de Horodenka.

## Demografía
Según estimación 2010 contaba con una población total de 60.881 habitantes.

## Otros datos
El código KOATUU es 2621600000. El código postal 78100 y el prefijo telefónico +380 3430.